# 37. Sinfonie (Michael Haydn)
Die Sinfonie Nr. 37 D-Dur Perger 29, MH 476 komponierte Michael Haydn im Jahr 1788.

## Zur Musik
Besetzung:  zwei Oboen, zwei Hörner in D, A, 2 Violinen, Viola, Cello, Kontrabass. Zur Verstärkung der Bass-Stimme wurden damals auch ohne gesonderte Notierung Fagott und Cembalo (sofern im Orchester vorhanden) eingesetzt, wobei über die Beteiligung des Cembalos in der Literatur unterschiedliche Auffassungen bestehen. 

Aufführungszeit: ca. 9–10 Minuten.

### 1. Satz: Vivace
D-Dur, 3/4-Takt, 158 Takte 

Der Satz ist in Sonatensatzform geschrieben, ohne Wiederholung der Exposition.

### 2. Satz: Andantino
A-Dur, 2/4-Takt, 64 Takte 

Einfach zweiteilige Form. 

### 3. Satz: Finale: Allegro assai
D-Dur, 6/8-Takt, 144 Takte 

Der Satz ist in Sonatensatzform geschrieben, mit ausgeschriebener Wiederholung der Exposition (kein Wiederholungszeichen) und einer sehr kurzen Durchführung.